# Нижньоакбашево
Нижньоакба́шево (рос. Нижнеакбашево, башк. Түбән Аҡбаш) — присілок (у минулому село) у складі Кушнаренковського району Башкортостану, Росія.
Населення — 184 особи (2010; 125 у 2002).
Національний склад:
- башкири — 45 %
- татари — 45 %